# Selenophen
Selenophen ist eine organische Verbindung mit der Summenformel C4H4Se und zählt zu den Heteroaromaten. Vier Kohlenstoffatome und ein Selenatom bilden einen Fünfring mit sechs π-Elektronen, vier stammen von den Doppelbindungen und zwei von einem freien Elektronenpaar des Selens. Selenophen ist das Selen-Analoge von Thiophen.

## Nomenklatur
Für die Verbindung wird ausschließlich der Trivialname Selenophen verwendet, da die systematische Bezeichnung Selenol nach dem Hantzsch-Widman-System mit den Selenolen verwechselt werden kann.

## Vorkommen
Im Gegensatz zu Furan und Thiophen wurden bisher keine Derivate des Selenophens in Naturstoffen gefunden.

## Herstellung
Selenophen kann durch die Reaktion von Acetylen mit elementarem Selen erhalten werden:
Selenophene können auch durch eine modifizierte Fiesselmann-Synthese erhalten werden: